# Gråbukig tragopan
Gråbukig tragopan (Tragopan blythii) är en hotad bergslevande asiatisk fågel i familjen fasanfåglar inom ordningen hönsfåglar. Den förekommer i östra delarna av Himalaya i nordöstra Indien, Kina, Burma och möjligen i Bhutan. IUCN kategoriserar den som sårbar.

## Kännetecken

### Utseende
Gråbukig tragopan är en typisk tragopan med tydlig storleksskillnad mellan könen (hane 65-70 cm, hona 58-59 cm). Hanen har unik kombination av sandgrått på nedre delen av bröstet och buken med otydliga vitare fläckar, rött på bröst, hals och nacke samt vanligen gul bar hud i ansiktet (vissa mer orange eller till och med röda). Östliga underarten molesworthi, endast känd från tre exemplar, har smalare område med rött på bröstet samt mer enfärgad undersida.

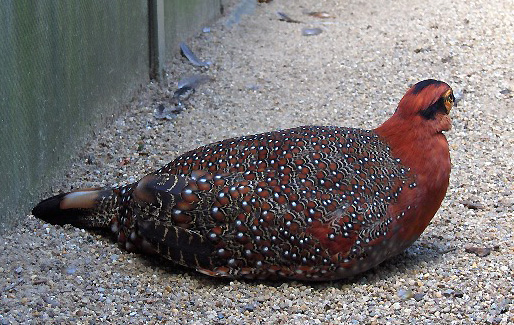

Honan har gråbrun undersida, även här med otydliga vitare fläckar, lik både hona satyrtragopan (T. satyra) och prakttragopan (T. temminckii), men skiljer sig från båda genom gulaktig ögonring och blekare, gråare buk, från den senare dessutom med otydligare fläckning.

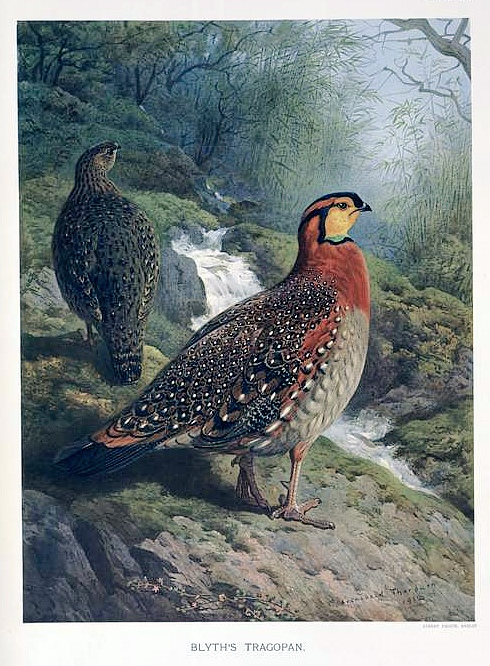

### Läte
Hanens revirläte är ett ljudligt och klagande "ohh ohhah ohaah ohaaah ohaaaha ohaaaha ohaaaha".

## Utbredning och systematik
Gråbukig tragopan delas in i två underarter med följande utbredning:
- Tragopan blythii blythii – förekommer i Himalaya i nordöstra Indien till sydvästra Kina och angränsande Myanmar
- Tragopan blythii molesworthi – förekommer i östra Himalaya (östra Bhutan, intilliggande Tibet och nordöstra Indien i Arunachal Pradesh)

## Levnadssätt
Gråbukig tragopan bebor subtropiska och tempererade städsegröna ek- och rhododendronskogar, gärna med tät undervegetation och rika på bambu och bräkenväxter i brant eller klippig terräng. De flesta fynden har gjorts på mellan 1800 och 2400 meters höjd, men den har observerats ner till 1400 meter vintertid och sommartid upp till 3300 meter. Födan är dåligt känd, men tros bestå av knoppar, frön, frukt och bär. Häckningssäsongen verkar vara från början av april till mitten av maj.

## Status och hot
Denna art har en liten världspopulation på uppskattat maximalt 10 000 vuxna individer spridda i ett mycket fragmenterat utbredningsområde. Den minskar dessutom i antal på grund av jakt och skogsavverkning. Internationella naturvårdsunione IUCN kategoriserar därför arten som sårbar.

## Namn
Fågelns vetenskapliga artnamn hedrar den engelske zoologen Edward Blyth (1810–1873). Tragopan är en romersk mytisk fågeln med horn och blått huvud som nämns av Plinius och Pomponius.